# Jonas Enlund
Jonas Enlund, född 3 november 1987 i Helsingfors, är en finsk ishockeyspelare.Han spelar i Liiga-laget Pelicans. Han blev draftad av Atlanta Thrashers som 165:e spelare i 6:e rundan vid NHL-draften 2006.
Han har bl.a. spelat i 7 KHL-lag, och i Tyskland för Grizzly Wolfsburg. Enlund har vid flera tillfällen representerat det finska landslaget i ishockey.Han har aldrig spelat VM, men spelade i OS 2018.